# Jens Gotthelf
Jens Gotthelf (født 18. maj 1968) er en dansk skuespiller.
Gotthelf blev uddannet fra Statens Teaterskole i 1996. Han har været tilknyttet Café Teatret, Mammutteatret og Det Danske Teater. P.t. er han en del af ensemblet ved Aalborg Teater, hvor han bl.a. har haft roller i Laser og pjalter og Jesus Christ Superstar.
Han blev i 1999 gift med Meike Bahnsen.